# Старр (Південна Кароліна)
Старр (англ. Starr) — місто (англ. town) в США, в окрузі Андерсон штату Південна Кароліна. Населення — 165 осіб (2020).

## Географія
Старр розташований за координатами 34°22′29″ пн. ш. 82°42′3″ зх. д. / 34.37472° пн. ш. 82.70083° зх. д. (34.374789, -82.700791).  За даними Бюро перепису населення США в 2010 році місто мало площу 3,83 км², з яких 3,82 км² — суходіл та 0,01 км² — водойми.

## Демографія
Згідно з переписом 2010 року, у місті мешкали 173 особи в 68 домогосподарствах у складі 50 родин. Густота населення становила 45 осіб/км².  Було 82 помешкання (21/км²).
Расовий склад населення:
| - 92,5 % — білих - 5,8 % — чорних або афроамериканців - 0,6 % — вихідців з тихоокеанських островів |

До двох чи більше рас належало 1,2 %. Частка іспаномовних становила 1,7 % від усіх жителів.
За віковим діапазоном населення розподілялося таким чином: 26,0 % — особи молодші 18 років, 59,5 % — особи у віці 18—64 років, 14,5 % — особи у віці 65 років та старші. Медіана віку мешканця становила 42,8 року. На 100 осіб жіночої статі у місті припадало 106,0 чоловіків;  на 100 жінок у віці від 18 років та старших — 120,7 чоловіків також старших 18 років.
Середній дохід на одне домашнє господарство  становив 50 989 доларів США (медіана — 40 750), а середній дохід на одну сім'ю — 56 100 доларів (медіана — 41 750). За межею бідності перебувало 4,0 % осіб, у тому числі 0,0 % дітей у віці до 18 років та 0,0 % осіб у віці 65 років та старших.
Цивільне працевлаштоване населення становило 70 осіб. Основні галузі зайнятості: будівництво — 21,4 %, освіта, охорона здоров'я та соціальна допомога — 18,6 %, виробництво — 14,3 %, роздрібна торгівля — 11,4 %.